# Јелеч рашки (тврђава)
Јелеч рашки је средњовековна тврђава која се налази 12 km јужно од Новог Пазара на једном од узвишења планине Рогозне. Недалеко од Јелеча је 1282. године повредио ногу краљ Драгутин (краљ Србије 1276—1282, краљ Срема 1282—1316) док је ловио, после чега је у Дежеви абдицирао у корист свог млађег брата Милутина (1282—1321). После тога се Јелеч помиње 1314. године, а у османлијске руке долази крајем XIV века. Након тога је још неко време био у употреби, после чега је напуштен. Само утврђење је било тешко приступачни жупски град неправилног облика и релативно малих димензија (највеће димензије су му око 45 m и око 35 m). Данас је у потпуности у рушевинама, а најбоље очувани су делови капије, цистерне за воду, зграде са прозорима на јужном бедему, а у средишту града се налази заравњена стена. По његовим остацима се могу назрети основе барем две или три куле, као и највероватније још једне капије.

## Карактеристике
Предео између Рашке и Ибра, где планина Рогозна представља природну границу ка Панонској низији, био је средиште српске средњовековне државе у доба првих Немањића. Међу многобројним споменицима заосталим из тог доба, својим необичним положајем издваја се утврђење Јелеч. Остаци овог утврђења налазе се на једном од највиших врхова планине Рогозне. Саграђено је на 1.262 метара надморске висине, као значајно стратешко утврђење. Први сигуран помен овог града је из друге половине XIII века, али је несумњиво настао много раније. Његов положај указује да је имао далеко већу улогу у преднемањићком периоду, у доба несигурних и лако померљивих граница. Предео у коме је Јелеч доминирао, био је тада крајиште према византијском царству или Бугарској, што је истицало значај овог одбрамбеног центра.

## Историјат
Када су тежње Немањића окренуте према југу почеле да остварују, овај крај остао је дубоко у унутрашњости српске државе, те је Јелеч као војно утврђење постепено замирао.
На стрмовитим литицама близу утврђења, завршена је владавина Стефана Драгутина као краља Рашке. Према речима архиепископа Данила, „када је јездио неким послом с властелом својом под градом Јелечом пао је са коња и сломио ногу“. Своју несрећу краљ је прихватио као знамење за покајање, „ране по заслузи“, јер је насилно збацио оца с престола. На сабору у Дежеви 1282, Стефан Драгутин препустио је владавину у Рашкој млађем брату Милутину. Својој задужбини, манастиру св. Стефана у Бањској, даровао је „под Јелечем село Гошево“.
Настанком српских феудалних области у доба слабљења централне власти, Јелеч је најпре био у оквиру „државе“ хумског кнеза Војислава Војиновића, па је кратко време управљао његов синовац жупан Никола Алтомановић, а на крају је припао Бранковићима. Ипак, нема помена да је Јелеч у време распада српског царства служио великашима као упориште, иако се налазио на граници њихових области.
Турским продором Јелеч је поново оживео. Постао је центар Вилајета, војно административне јединице, који је у рано турско доба обично означавао област мању од санџака, а већу од нахије. Вилајет Јелеч обухватао је област између горњег и средњег тока реке Ибра, Раса и Сјенице. Према катастерском попису из 1455, овај вилајет је имао сто насеља. Мустахфизи (чувари града) добили су петнаест тимара. Средином XV века посада је била наоружана артиљеријом. Филибелија Карађоз добио је 1463. као тимар два села „да обављају тобџијску службу у граду Јелечу“. Интересантно је да се за једног члана посаде изричито каже да је присилно колонизиран.
Чини се да је Јелеч био више војни него административни центар. Додуше, вилајет у коме се налазио, носи име Јелеча, али није сигурно да ли је назван по граду или неком другом топониму истог имена. Северозападна падина Рогозне се и данас назива Јелеч. У граду се турски намесник, који је управљао овом облашћу не помиње. Напротив, марта 1396, турски чиновник, кадија, обављао је своју дужност у Глуховици код Новог Пазара.
Остаје нерешен проблем подграђа па, према томе, и евентуалног привременог живота овог града. Подјелеч се помиње 1438. Те године Турци су затворили трговца Шајина Жуњевића из Подјелеча, због недозвољеног извоза сребра. Не зна се тачно чији је поданик био Шајин, те су подељена мишљења о ком се месту ради, јер поред овог, постоји Јелеч у Босни. Уколико је уопште постојао, привредни живот Јелеча је био кратког даха. Оснивањем Новог Пазара, који се налазио на природном путу, значио је крај Подјелеча, а коначним падом деспотовине и средњовековне босанске државе и померањем турске границе на север, опустело је и војно утврђење на планини Рогозни. Опис Јелеча од Евлије Челебије, турског путописца XVII века, односи се на истоимени град у Босни.

## Остаци града
Остаци града су релативно добро очувани. „Местимично држе се зидови и куле у висини од преко 10 метара, а свуда унаоколо су остаци зидова који су рађени само од правилно обрађених квадрата. Основе су врло сложене и неправилне.“ У облику трапеза, са „изломљеним“, кривудавим зидовима, град је релативно малих размера. Његова јужна страна дугачка је око 45, а источна 35 метара.
Унутар града налази се цистерна, а остаци прозора сведоче о постојању просторија за становање. Одбрамбену моћ објекта појачавале су куле полигоналног облика на угловима града. Једна од њих је вероватно накнадно дозидана.
Прилаз је тешко приступачан, а до капија града са јужне стране води скоро вертикална стаза. Није сигурно да је постојао улаз са североисточне стране, где је лакши прилаз, јер тамо, изгледа, није било куле. Ниже утврђења налазе се остаци малог града. Мало изнад се налазе три бунара, која су у међувремену пресушила, од којих је један покривен каменом плочом у којој је издубљена кружна рупа пречника 50 центиметара.
Од Новог Пазара до Јелеча стиже се клисуром речице Јошанице, преко Жуњевића, Беланске и Грубетића села која се налази испод самог града.